# АСУ-76
АСУ-76 (Объект 570) — опытная советская авиадесантная самоходная артиллерийская установка (САУ), лёгкая по массе. АСУ-76 стала первым советским образцом бронетехники, специально разработанным для вооружения ВДВ. Разработка АСУ-76 началась в октябре 1946 года. Первый прототип этой САУ был закончен в декабре 1947 года, а в 1948—1949 годах она успешно прошла испытания и 17 декабря 1949 года была принята на вооружение, однако, в серийное производство так и не поступила. Все работы по ней были приостановлены в 1953 году, и в связи с принятием на вооружение и серийным производством АСУ-57 и АСУ-85, возобновлены так и не были. Всего было изготовлено лишь семь АСУ-76 в двух модификациях.

## История создания
В июне 1946 года научно-технический комитет ГБТУ выдал задание Заводу №340 на  доработку опытной облегчённой самоходной установки ОСУ-76. Проекту было присвоено обозначение АСУ-76.
С 7 июня по 28 июля 1948 года были проведены испытания первого опытного образца АСУ-76 на полигоне в г. Кубинка. Второй образец проходил испытания в Ленинграде с 11 июня по 5 июля 1948 года. Оба образца выдержали испытания. По результатам испытаний ГРАУ был предложен ряд конструктивных доработок в конструкции пушки.
С 1 июля по 1 сентября 1949 года четыре САУ с доработанными пушками прошли государственные испытания. По результатам испытаний комиссия рекомендовала АСУ-76 к принятию на вооружение. 17 декабря 1949 года АСУ-76 постановлением № 5560-2153 была принята на вооружение, однако серийно не производилась.

## Описание конструкции

### Броневой корпус и башня
Корпус АСУ-76 состоял из броневых листов толщиной от 6 до 13 мм и обеспечивал экипажу защиту от осколков и пуль. В открытой рубке устанавливалась пушка.

### Вооружение
Основным вооружением являлась 76-мм нарезная пушка с боекомплектом в 30 выстрелов. В качестве дополнительного вооружения использовался ручной пулемёт РП-46.

### Двигатель и трансмиссия
Карбюраторный двигатель ГАЗ-51Е и четырёх ступенчатая коробка передач расположены в кормовой части с правой стороны. остальные узлы размещены в передней части.

### Ходовая часть
Подвеска использовалась индивидуальная торсионная. На передних узлах подвески были установлены гидравлические поршневые амортизаторы. На каждом борту имелось по четыре обрезиненных и по два поддерживающих катка. Последний каток выполнял роль направляющего, благодаря этому обеспечивалась необходимая для хорошей проходимости длина опорной поверхности.

## Модификации
- АСУ-76 (Объект 570) — базовая версия, изготовлено 4 опытных образца и два предсерийных
- АСУ-76П (Объект 571) — плавающий вариант, отличавшийся увеличенной на 400 кг массой. Изготовлен 1 экземпляр в 1949 году

## Сохранившиеся экземпляры
На данный момент (2010 год) один из сохранившихся экземпляров находится в Танковом музее в городе Кубинка.